# Kpakpamè
Kpakpamè è un arrondissement del Benin situato nella città di Za-Kpota (dipartimento di Zou) con 11.509 abitanti (dato 2006).